# Magányosfutó-sejtés

Példa a magányosfutó-sejtésre 6 futóval

A magányosfutó-sejtés (lonely runner conjecture, LRC) J. M. Wills több mint ötvenéves, számelméleti, közelebbről a diofantikus approximációval kapcsolatos sejtése. Folyományai a matematika több területén előfordulnak, köztük találhatók takarási problémák, illetve a távolsággráfok és cirkuláns (irányítatlan, ciklikus csoportot tartalmazó, csúcstranzitív gráfok) kromatikus számának meghatározása is. A sejtés szemléletes nevét L. Goddyntól kapta 1998-ban.

## A sejtés
Vegyünk egységnyi hosszú körpályát, rajta k futóval. A t = 0 időpillanatban elindul az összes futó, azonos kiindulási pontból, állandó, de páronként különböző sebességgel. Egy futót t időpillanatban „magányosnak” tekintünk akkor, ha legalább 1 / k távolságra van az összes többi futótól az adott t pillanatban. A magányosfutó-sejtés azt állítja, hogy minden futó magányos valamilyen időpillanatban.
A probléma egy célszerű átfogalmazása felteszi, hogy a futók sebessége egész szám, nincs közös prímosztójuk és a magányosnak választott futó sebessége zérus. A sejtés ekkor úgy szól, hogy bármely k − 1 darab, 1 legnagyobb közös osztójú pozitív egész szám által alkotott D halmazt tekintve,
{\displaystyle \exists t\in \mathbb {R} \quad \forall d\in D\quad ||td||\geq {\frac {1}{k}},}
ahol ||x|| az x valós szám távolságát jelöli a legközelebbi egésztől. A sejtéssel ekvivalens feladatok között van az 1971-ben megfogalmazott takarási probléma (view obstruction problem) is.
Alacsony k értékekre a feladat viszonylag egyszerű, de a futók számának növekedésével rendkívül bonyolulttá válik.

## Eddigi eredmények
| k | bizonyítás éve | szerzője                           | jegyzet                                              |
| - | -------------- | ---------------------------------- | ---------------------------------------------------- |
| 1 | -              | -                                  | triviális: t = 0; bármely t                          |
| 2 | -              | -                                  | triviális: t = 1 / (2 · (v1−v0))                     |
| 3 | -              | -                                  | Bármely bizonyítás k>3-ra bizonyítja a k=3 esetet is |
| 4 | 1972           | Betke és Wills; Cusick             | -                                                    |
| 5 | 1984           | Cusick és Pomerance; Bienia et al. | -                                                    |
| 6 | 2001           | Bohman, Holzman, Kleitman; Renault | -                                                    |
| 7 | 2008           | Barajas és Serra                   | -                                                    |

Dubickas 2011-ben megmutatta, hogy elegendően nagy számú futó esetén, melyek sebességei {\displaystyle v_{1}<v_{2}<\dots <v_{k}}, a magányosfutó-sejtés igaz, amennyiben {\displaystyle {\frac {v_{i+1}}{v_{i}}}\geq 1+{\frac {33\log(k)}{k}}}.